# Ben Wijnstekers
Ben Wijnstekers, född 31 augusti 1955 i Rotterdam, är en nederländsk före detta fotbollsspelare. Han spelade merparten av sin karriär för Feyenoord där han vann Eredivisie 1984.
Han gjorde även 36 landskamper för Nederländernas landslag.

## Meriter
Feyenoord
- Eredivisie: 1984
- KNVB Cup: 1980, 1984